# Глобинский городской совет
Глобинский городской совет (укр. Глобинська міська рада) — входит в состав
Глобинского района
Полтавской области
Украины.
Административный центр городского совета находится в 
г. Глобино.

## Населённые пункты совета
- г. Глобино
- с. Кордубаново
- с. Новодорожное
- с. Новомосковское
- с. Семимогилы
- с. Старый Хутор
- с. Черевани
- с. Шепелевка

## Ликвидированные населённые пункты совета
- с. Крупское